# Dune fossile de Ghyvelde
La dune fossile de Ghyvelde, appelée aussi la dune aux pins est l'une des dunes de Flandres qui a été acquise par le Conservatoire de l'espace littoral et des rivages lacustres pour une superficie de 112 ha.

## Localisation
Contrairement aux autres dunes, la Dune fossile ne reçoit plus de sable ni de coquillages car elle est désormais à 3 km de la mer. 

Elle se situe à l'est de Dunkerque, sur le littoral de la mer du Nord, près de la frontière belge.

Elle s'étend sur 5 km de long et 600 m de large et se prolonge  par la dune de Cabour sur 2 km en Belgique jusqu'à Adinkerque.

### Communes concernées
Elle s'étend entre les communes de Ghyvelde et Les Moëres.

## Histoire du site et de la réserve
La dune fossile de Ghyvelde est vieille de 5 000 ans. Elle est parallèle à la côte, protégée des vents par la dune Marchand et les dunes du Perroquet.

Elle est, avec la dune de Cabour en Belgique le dernier cordon de dunes fossiles préservées des appétits humains, marquant l'ancien rivage avant le recul de la mer.
Avec le temps, le lessivage progressif des éléments calcarifères a entraîné l’acidification de ce milieu au substrat extrêmement pauvre.

Un pâturage extensif avec des chevaux Haflinger a été mis en place, évitant la profilération d'espèces agressives et dominantes, en maintenant un milieu ras favorable à la flore et à certaines espèces d'oiseaux.

## Écologie
Le réseau Natura 2000 a classé en juillet 2003 la dune fossile de Ghyvelde en site d'importance communautaire (FR3100475) car ce site correspond aux derniers vestiges naturels des anciens cordons littoraux fossiles de la plaine maritime flamande et est le seul exemple en France de dunes d'époque flandrienne. 

### Faune
Ce massif dunaire recèle de multiples espèces d'oiseaux comme : le traquet motteux, le tarier pâtre, le merle à plastron, l'épervier d'Europe, le tadorne de Belon, le héron cendré, le guêpier d'Europe... 
des mammifères comme : le lapin de garenne, le putois, le renard...
et des insectes comme le criquet à ailes bleues, la cicindèle champêtre, le sympétrum rouge sang, divers papillons...

### Flore
Sur les tapis de mousses et de lichens et autres pelouses sèches on peut voir la canche bleuâtre, la violette des chiens... ainsi que la pensée des sables, l'argousier, la laîche des sables, le muscari à toupet, la Teesdalia, l'helléborine, le buglosse, l'érable sycomore…

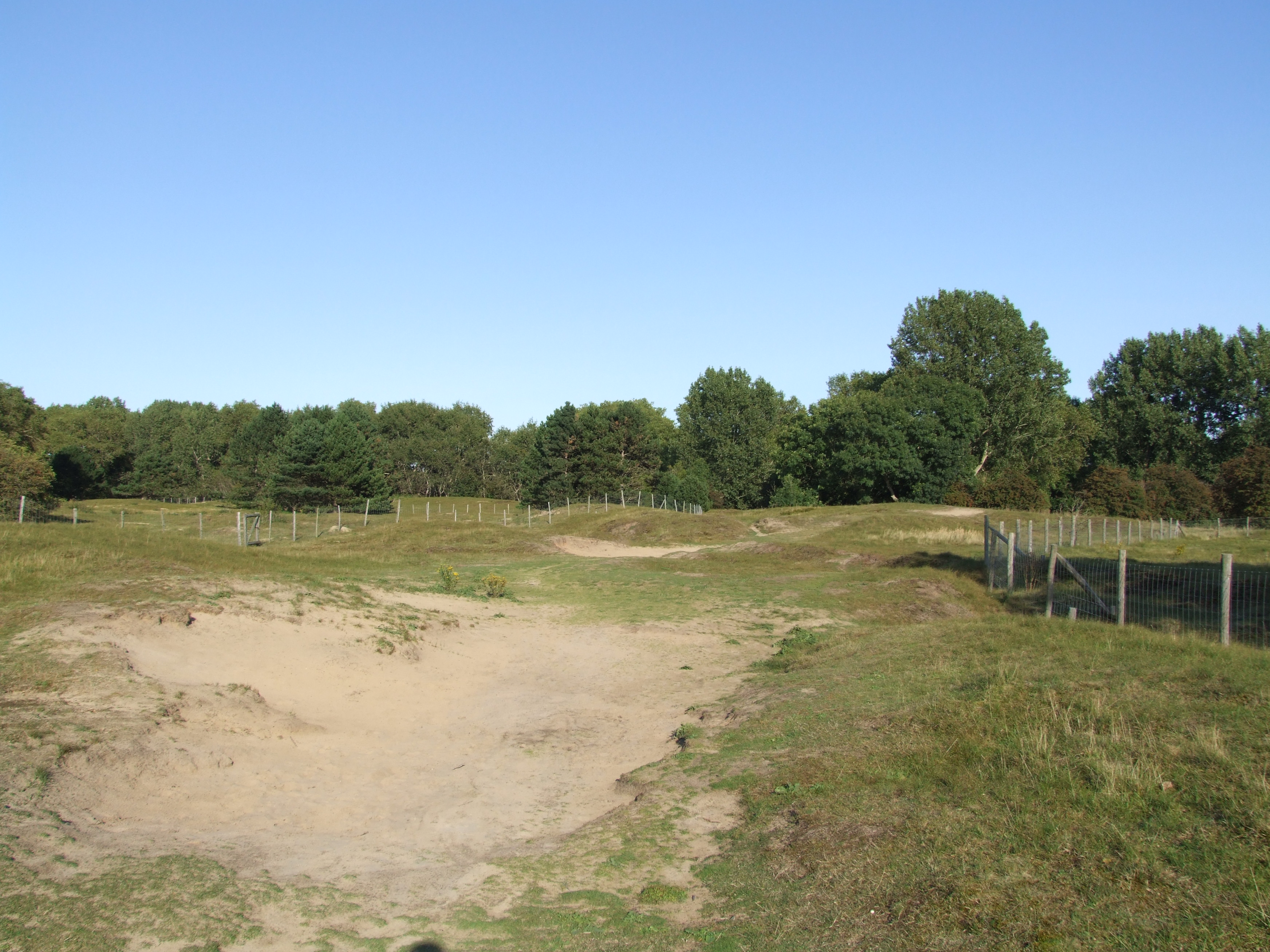
Dune fossile de Ghyvelde
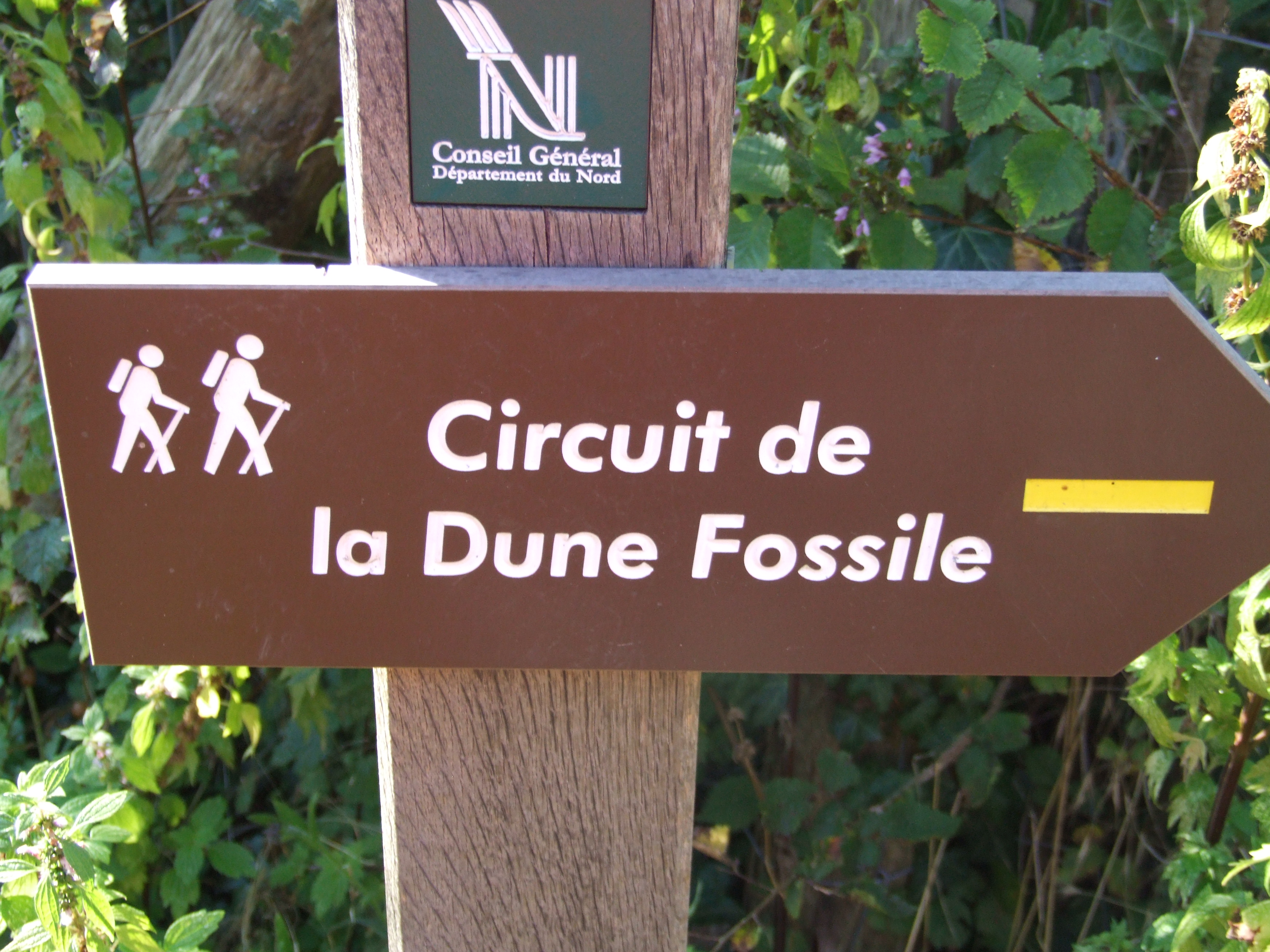
Circuit de Dune Fossile
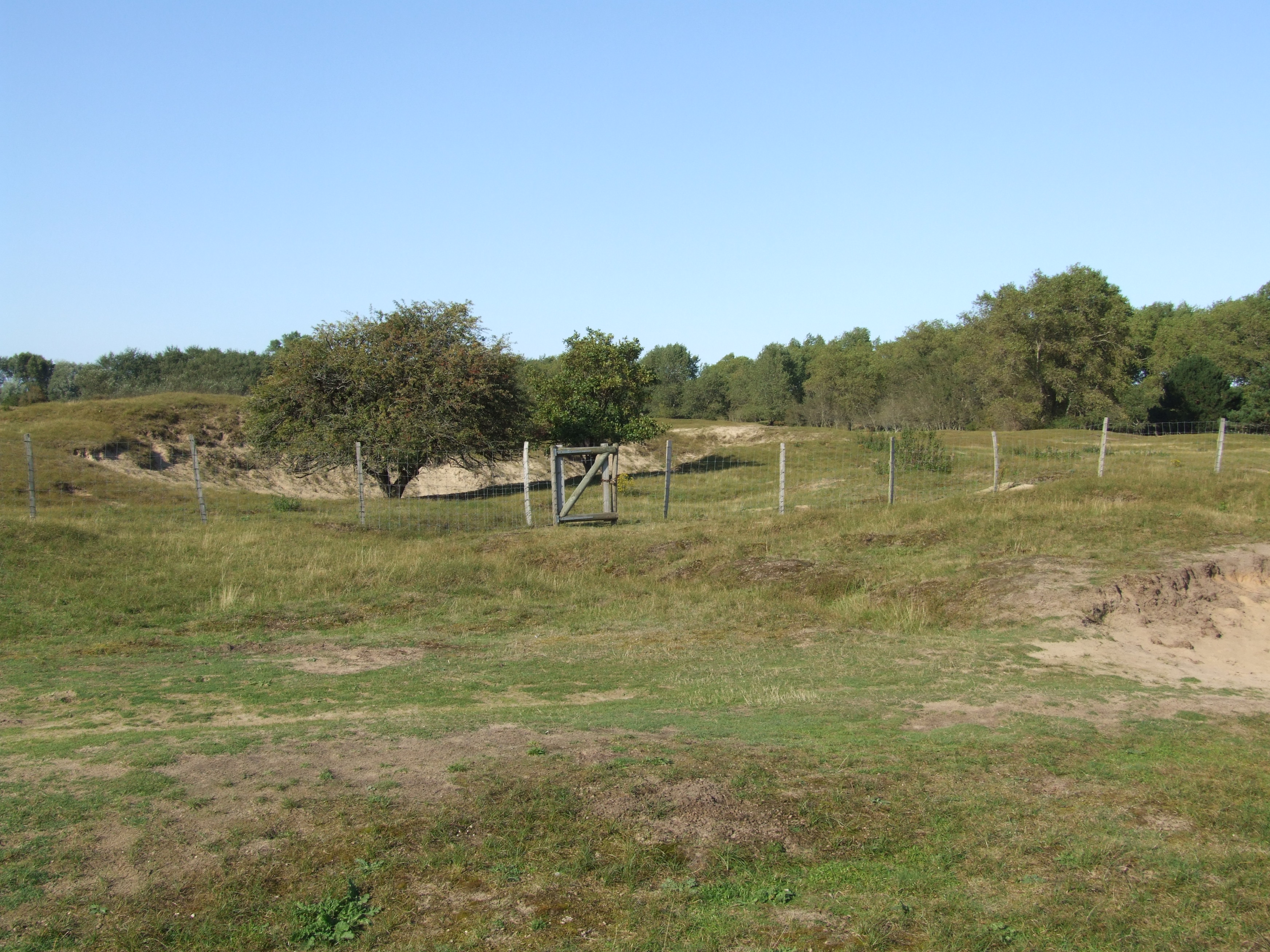
Dune fossile de Ghyvelde
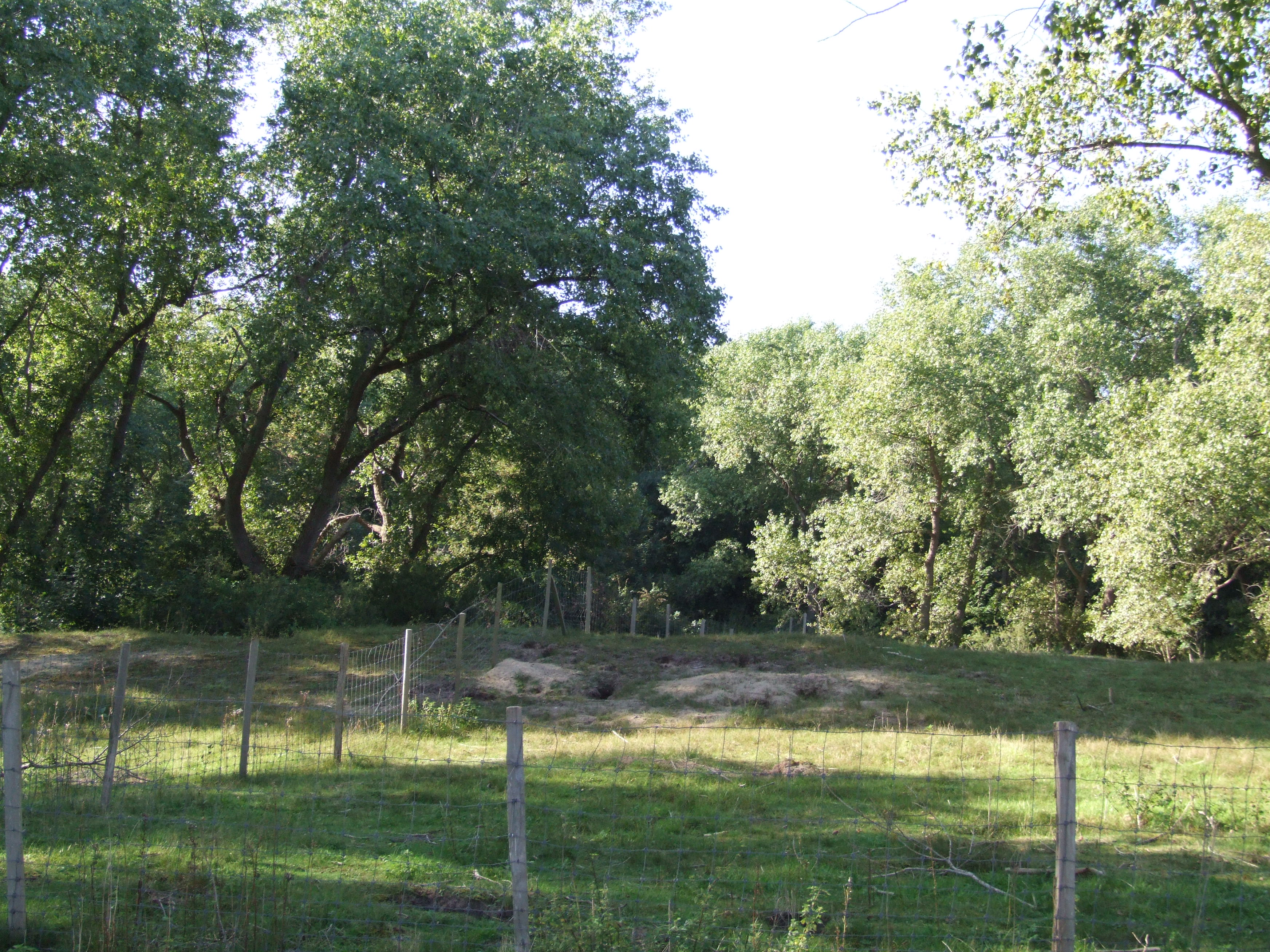
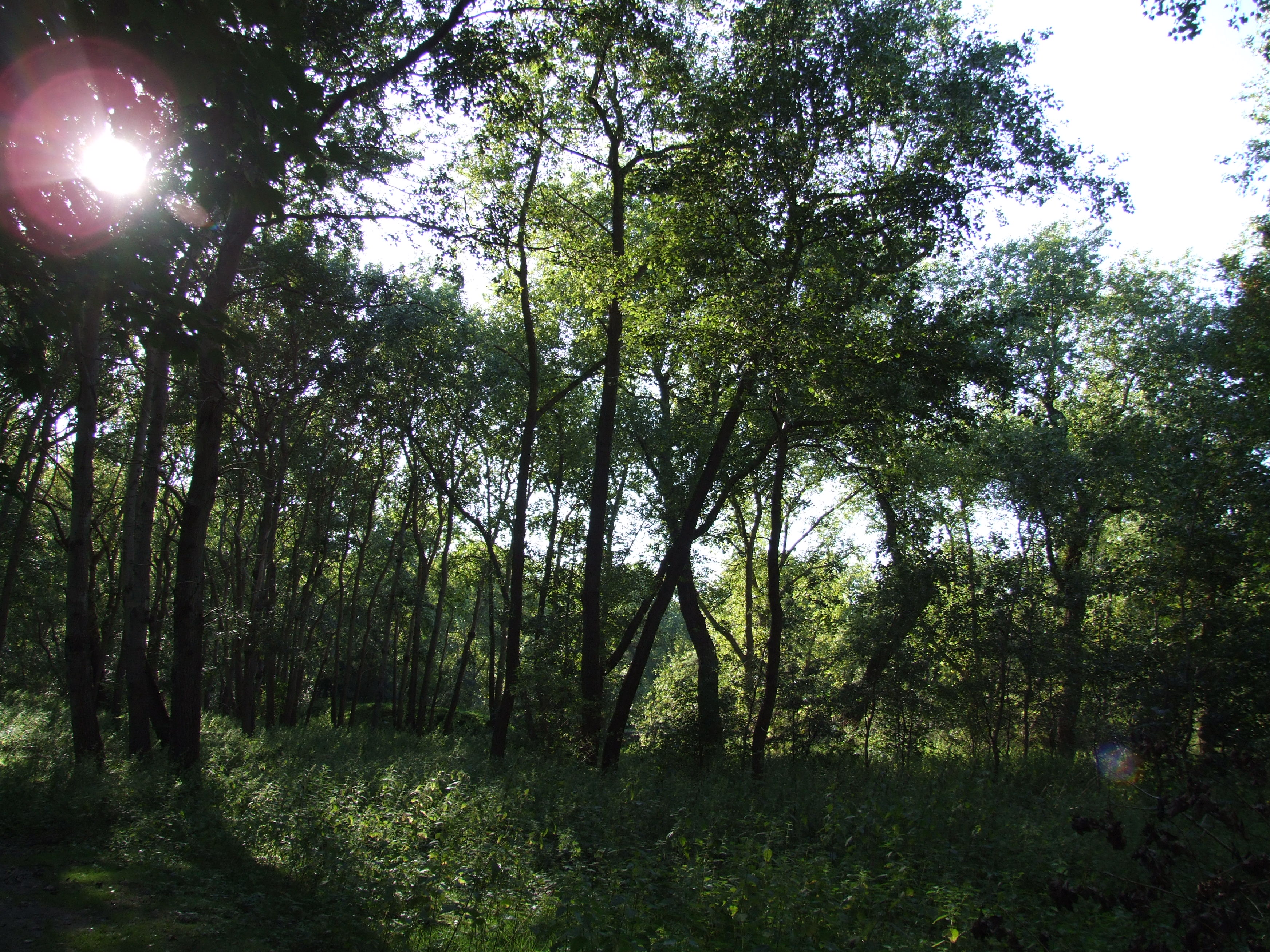
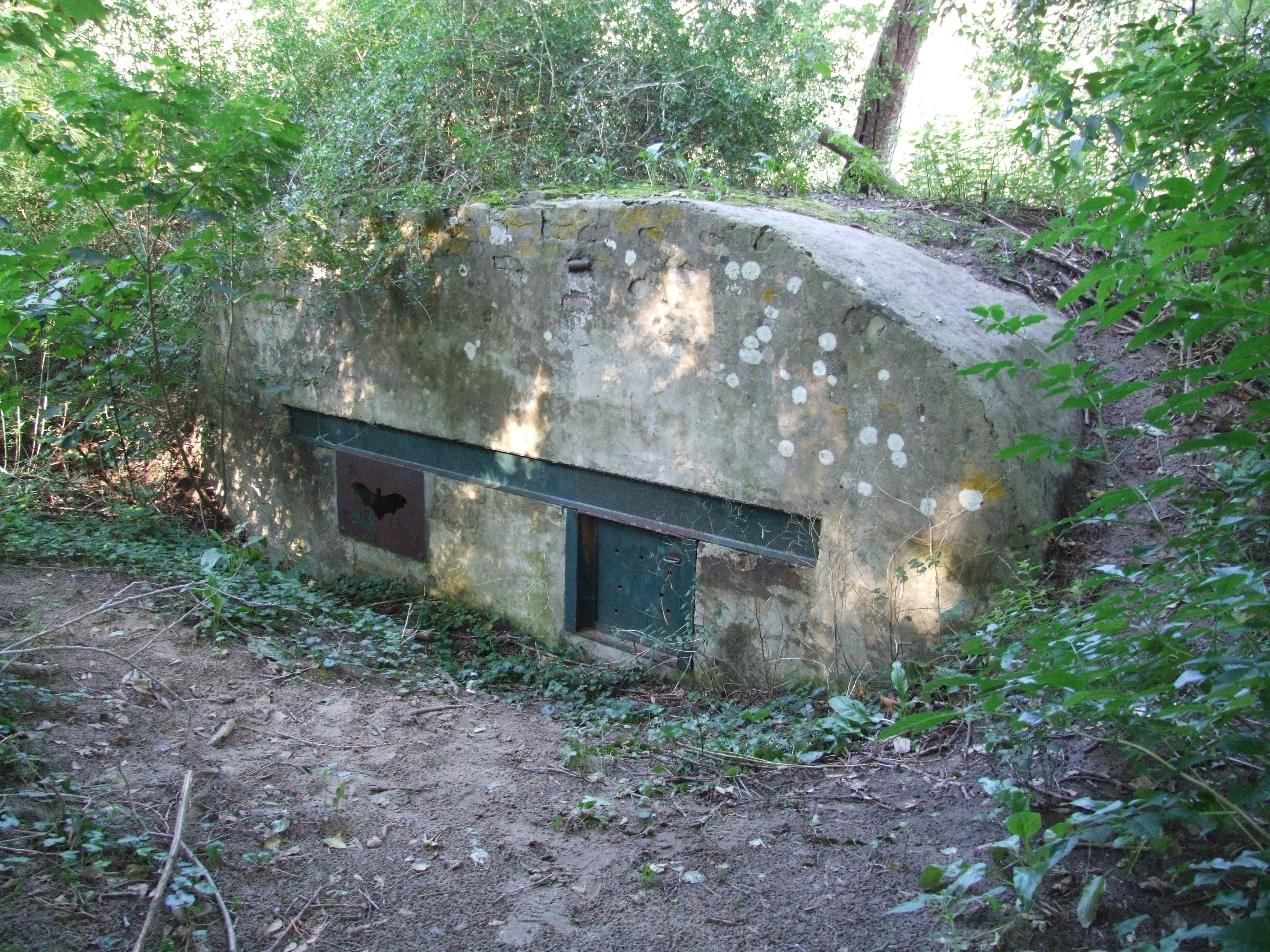
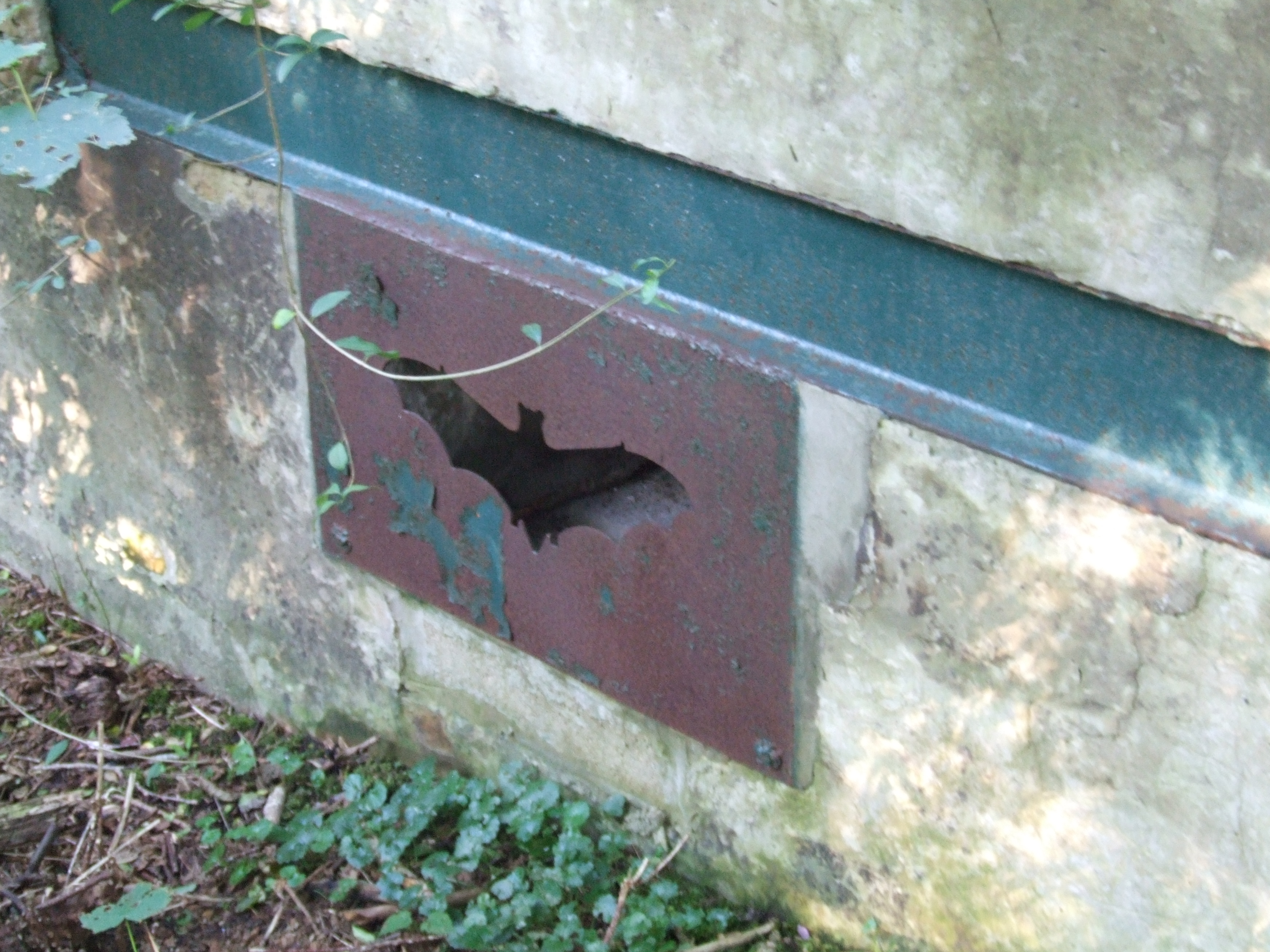
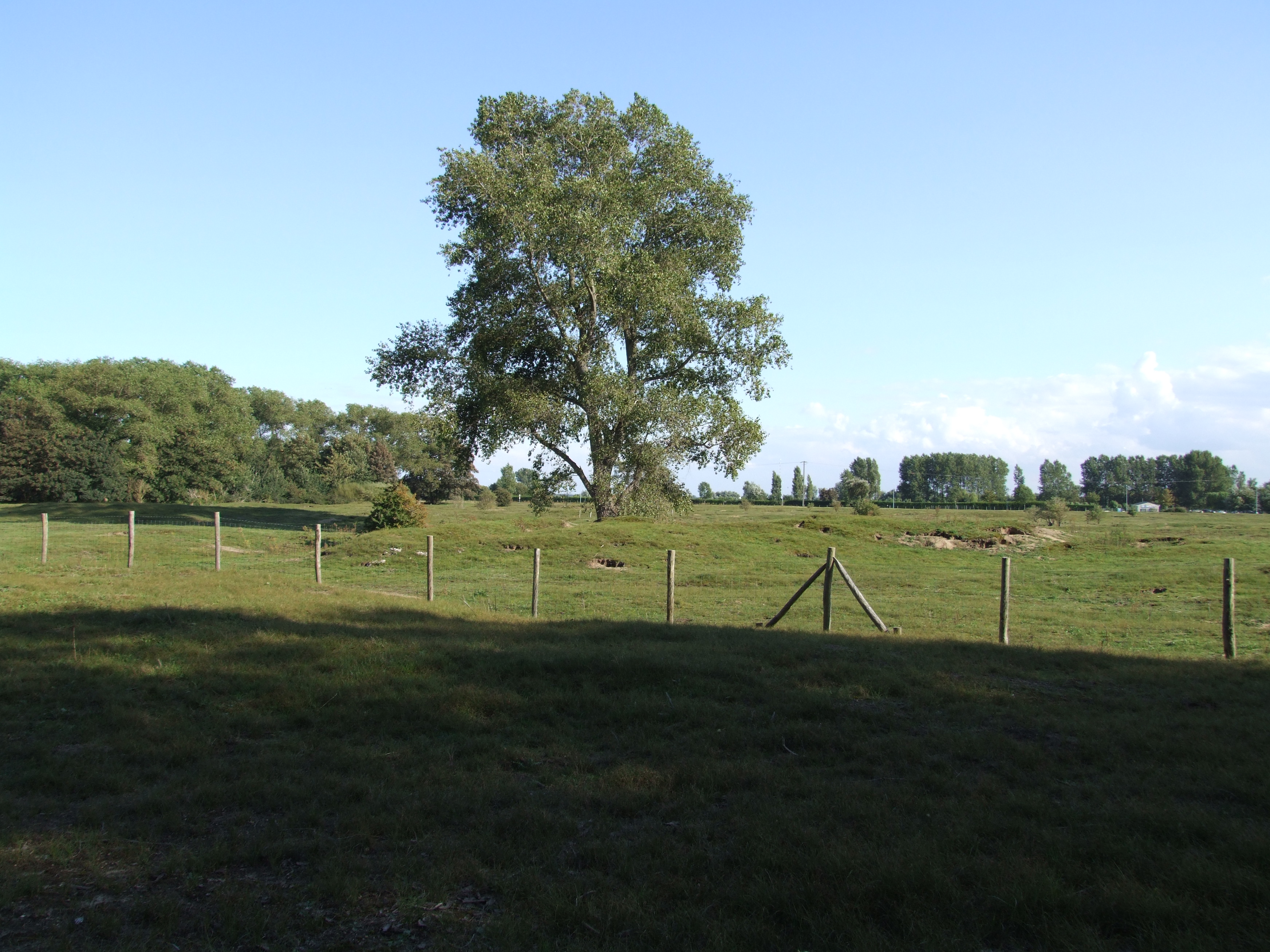

## Administration
Le conseil général du Nord, par sa Direction de l’Environnement est le gestionnaire de ce site.

Adresse : hôtel des Services 59047 Lille cedex  (Tél. : +33 (0)3 20 63 57 55).